# یواس‌اس گلدفینچ (ای‌ام‌اس-۱۲)
یواس‌اس گلدفینچ (ای‌ام‌اس-۱۲) (به انگلیسی: USS Goldfinch (AMS-12)) یک کشتی بود که طول آن ۱۳۶ فوت (۴۱ متر) بود. این کشتی در سال ۱۹۴۴ ساخته شد.